# Discografia dei The Script
La discografia dei The Script, gruppo musicale irlandese attivo dal 2001, si compone di sei album in studio, una raccolta, sei EP e ventidue singoli.

## Album studio
| Anno | Titolo | Posizione più alta | Posizione più alta | Posizione più alta | Posizione più alta | Posizione più alta | Posizione più alta | Posizione più alta | Posizione più alta | Posizione più alta | Posizione più alta |
| Anno | Titolo | AUT                | DNK                | FIN                | GER                | IRL                | NZL                | GBR                | SWE                | CHE                | USA                |
| ---- | --- | ------------------ | ------------------ | ------------------ | ------------------ | ------------------ | ------------------ | ------------------ | ------------------ | ------------------ | ------------------ |
| 2008 | The Script - Pubblicato: 8 agosto 2008 - Etichetta: RCA - Formati: CD, LP                                             | 39                 | 21                 | 33                 | 32                 | 1                  | 17                 | 1                  | 6                  | 16                 | 64                 |
| 2010 | Science & Faith - Pubblicato: 10 settembre 2010 - Etichetta: RCA - Formati: CD, LP, download digitale                 | 70                 | 23                 | —                  | —                  | 1                  | 15                 | 1                  | 52                 | 15                 | 3                  |
| 2012 | #3 - Pubblicato: 7 settembre 2012 - Etichetta: RCA - Formati: CD, LP, download digitale                               | 18                 | 32                 | —                  | 11                 | 1                  | 11                 | 2                  | —                  | 4                  | 13                 |
| 2014 | No Sound Without Silence - Pubblicato: 12 settembre 2014 - Etichetta: Phonogenic - Formati: CD, LP, download digitale | 5                  | 11                 | —                  | 12                 | 1                  | 1                  | 1                  | 20                 | 2                  | 10                 |
| 2017 | Freedom Child - Pubblicato: 1 settembre 2017 - Etichetta: Phonogenic - Formati: CD, LP, download digitale             | 5                  | 26                 | 31                 | 43                 | 1                  | 3                  | 1                  | 27                 | 10                 | 58                 |
| 2019 | Sunsets & Full Moons - Pubblicato: 8 novembre 2019 - Etichetta: Phonogenic - Formati: CD, LP, download digitale       | 11                 | —                  | —                  | 92                 | 1                  | 8                  | 1                  | —                  | 28                 | —                  |
| 2024 | Satellites - Pubblicato: 16 agosto 2024 - Etichetta: BMG Rights Management - Formati: CD, LP, download digitale       | —                  | —                  | —                  | —                  | —                  | —                  | —                  | —                  | —                  | —                  |

## Raccolte
- 2021 – Tales from The Script

## EP
- 2008 – iTunes Festival: London 2008
- 2010 – iTunes Session
- 2011 – iTunes Festival: London 2011
- 2018 – Acoustic Sessions
- 2021 – Acoustic Sessions 2
- 2022 – Acoustic Sessions 3

## Singoli
| Anno | Singolo                    | Posizione massima | Posizione massima | Posizione massima | Posizione massima | Posizione massima | Posizione massima | Posizione massima | Posizione massima | Posizione massima | Posizione massima | Certificazione  | Album                                |
| Anno | Singolo                    | AUSTRIA           | DANIMARCA         | GERMANIA          | IRLANDA           | NUOVA ZELANDA     | REGNO UNITO       | SPAGNA            | SVEZIA            | SVIZZERA          | TURCHIA           | Certificazione  | Album                                |
| ---- | -------------------------- | ----------------- | ----------------- | ----------------- | ----------------- | ----------------- | ----------------- | ----------------- | ----------------- | ----------------- | ----------------- | --------------- | ------------------------------------ |
| 2008 | We Cry                     | —                 | 6                 | 61                | 9                 | —                 | 15                | —                 | 25                | 56                | 67                |                 | The Script                           |
| 2008 | The Man Who Can't Be Moved | 33                | 2                 | 28                | 2                 | 19                | 2                 | 49                | 28                | 17                | 15                | - RIAA: Platino | The Script                           |
| 2008 | Breakeven                  | 75                | 13                | 71                | 10                | —                 | 21                | —                 | 91                | 66                | —                 | - RIAA: Platino | The Script                           |
| 2009 | Talk You Down              | —                 | —                 | —                 | 19                | —                 | 47                | —                 | —                 | —                 | —                 |                 | The Script                           |
| 2009 | Before the Worst           | —                 | —                 | —                 | 37                | 24                | 96                | —                 | —                 | —                 | —                 |                 | The Script                           |
| 2010 | For the First Time         | —                 | 39                | 83                | 1                 | 20                | 4                 | —                 | —                 | 37                | —                 | - RIAA: Platino | Science & Faith                      |
| 2010 | Nothing                    | —                 | —                 | —                 | 15                | 32                | 42                | —                 | —                 | —                 | —                 | - RIAA: Oro     | Science & Faith                      |
| 2011 | If You Ever Come Back      | —                 | —                 | —                 | —                 | 29                | 188               | —                 | —                 | —                 | —                 |                 | Science & Faith                      |
| 2012 | Hall of Fame               | 1                 | 11                | 2                 | 1                 | 3                 | 1                 | 25                | 3                 | 3                 | —                 | - RIAA: Platino | #3                                   |
| 2012 | Six Degrees of Separation  | —                 | —                 | —                 | 25                | —                 | 32                | —                 | —                 | —                 | —                 |                 | #3                                   |
| 2013 | If You Could See Me Now    | —                 | —                 | —                 | 13                | 18                | 20                | —                 | —                 | —                 | —                 |                 | #3                                   |
| 2013 | Millionaires               | —                 | —                 | —                 | 13                | 18                | 20                | —                 | —                 | —                 | —                 |                 | #3                                   |
| 2014 | Superheroes                | 9                 | 18                | 22                | 1                 | 14                | 3                 | —                 | 18                | 8                 | —                 | - RIAA: Oro     | No Sound Without Silence             |
| 2014 | No Good in Goodbye         | —                 | —                 | —                 | —                 | —                 | 26                | —                 | —                 | —                 | —                 |                 | No Sound Without Silence             |
| 2015 | Man on a Wire              | —                 | —                 | —                 | —                 | —                 | —                 | —                 | —                 | —                 | —                 |                 | No Sound Without Silence             |
| 2017 | Rain                       | —                 | —                 | —                 | 53                | —                 | 15                | —                 | —                 | —                 | —                 |                 | Freedom Child                        |
| 2017 | Arms Open                  | —                 | —                 | —                 | —                 | —                 | —                 | —                 | —                 | —                 | —                 |                 | Freedom Child                        |
| 2018 | Freedom Child              | —                 | —                 | —                 | —                 | —                 | —                 | —                 | —                 | —                 | —                 |                 | Freedom Child                        |
| 2019 | The Last Time              | —                 | —                 | —                 | —                 | —                 | 32                | —                 | —                 | —                 | —                 |                 | Sunsets & Full Moons                 |
| 2020 | Run Through Walls          | —                 | —                 | —                 | —                 | —                 | —                 | —                 | —                 | —                 | —                 |                 | Sunsets & Full Moons                 |
| 2021 | I Want It All              | —                 | —                 | —                 | —                 | —                 | —                 | —                 | —                 | —                 | —                 |                 | Tales from the Script: Greatest Hits |
| 2022 | Dare You to Doubt Me       | —                 | —                 | —                 | —                 | —                 | —                 | —                 | —                 | —                 | —                 |                 |                                      |
| 2024 | Both Ways                  | —                 | —                 | —                 | —                 | —                 | —                 | —                 | —                 | —                 | —                 |                 | Satellites                           |
| 2024 | At Your Feet               | —                 | —                 | —                 | —                 | —                 | —                 | —                 | —                 | —                 | —                 |                 | Satellites                           |

## Videografia

### Album video
- 2011 – Homecoming: Live at the Aviva Stadium, Dublin